# سي. دبليو. غرافتون
سي. دبليو. غرافتون (بالإنجليزية: C. W. Grafton)‏ (1909 في الصين - 31 يناير 1982، لويفيل في الولايات المتحدة)؛ روائي أمريكي.